# Johanneskirche Arni

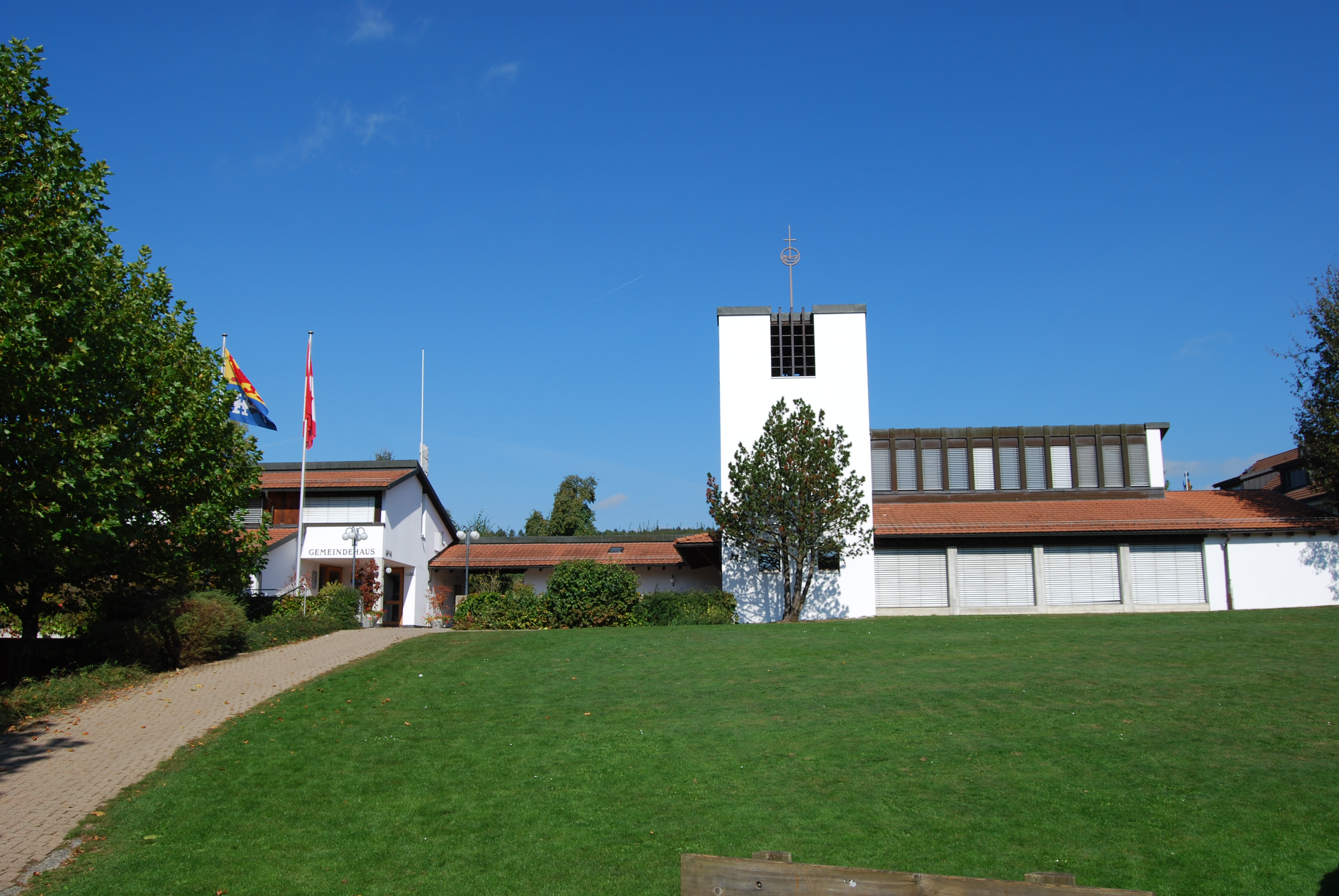
Johanneskirche Arni

Die Johanneskirche Arni ist die Dorfkirche der aargauischen Gemeinde Arni in der Schweiz. Sie ist im Besitz des ökumenischen Kirchenvereins von Arni und wurde in den Jahren 1982 und 1983 errichtet.

## Geschichte
Bereits in den 1950er-Jahren bestand in Arni auf Seiten der römisch-katholischen Bevölkerung Interesse an einer eigenen Kirche. Deshalb wurde 1952 der katholische Kirchenbauverein gegründet. Nachdem das Ziel einer eigenen Kirche zunächst nicht realisiert werden konnte, schliefen die Aktivitäten des Vereins 1955 wieder ein, wurden in den 1970er-Jahren aber neu lanciert. Da in der Zwischenzeit die Zahl der Reformierten in Arni deutlich zugenommen hatte, nahmen die Verantwortlichen des Vereins Kontakt zu diesen auf und im Januar 1973 wurde der ökumenische Kirchenbauverein gegründet. Nachdem bei zwei Dorffesten fast 150.000 Franken zusammengekommen waren, sprach die Generalversammlung des Vereins im Mai 1979 den notwendigen Kredit über 700'000 Franken. Die Grundsteinlegung erfolgte am 18. September 1982 und am 24. April 1983 fand die Glockenweihe statt, bei der Sylvia Michel, damals Pfarrerin der Kirchgemeinde Bremgarten-Mutschellen, zu der Arni reformierterseits gehörte, den traditionellen «Anschlag» mit dem Hammer durchführte. Die katholische Weihe von Kirche und Altar fand am 4. September desselben Jahres statt.
Neben der kirchlichen Nutzung steht die Kirche auch örtlichen Vereinen zur Verfügung.

## Ausstattung
Die Kirche verfügt über drei Glocken, die in Aarau von der Firma H. Rüetschi gegossen wurden. Sie sind in a, c und d gestimmt.

## Quelle
- Wohler Anzeiger, Ausgabe 59, 25. Juli 2008.